# Kukułowo
Kukułowo – wieś w północno-zachodniej Polsce, położona w województwie zachodniopomorskim, w powiecie kamieńskim, w gminie Kamień Pomorski, nad cieśniną Dziwną. Przy południowej części wsi znajduje się ujście strugi Szczuczyny do Dziwny.
Znajdował się tu zamek, będący siedzibą kapituły i proboszczów kamieńskich. Od 1628/30 aż do śmierci w roku 1640 w zamku, użyczonym mu przez księcia Bogusława XIV, mieszkał zdetronizowany w 1616 r. książę Kurlandii i Semigalii Wilhelm Kettler, którego syn Jakub Kettler w 1638 r. odzyskał księstwo kurlandzkie.
W latach 1946–1998 miejscowość administracyjnie należała do województwa szczecińskiego.